# نينجا غايدن (ماستر سيستم)
نينجا غايدن (بالإنجليزية: Ninja Gaiden)‏ ، هي لعبة إلكترونية من نوع تقطيع وذبح ولعبة منصات، أنتجت سنة 1992م ونشرها شركتي سيجا و تيكمو اليابانيتين، وتعمل لنظام سيجا ماستر سيستم، وتصدر فقط لقارة أوروبا وباللغة الإنجليزية.

## وصلة خارجية
- نينجا غايدن (ماستر سيستم) على موقع غيم فاكس